# FK Borac Čačak
FK Borac je nogometni klub iz Čačka, osnovan 1926. godine.
Stadion FK Borca može primiti 6.000 gledatelja.
Boje kluba su crveno-bijela (vodoravne pruge) i pričuvna boja plava.
Klub je 2020. istupio je iz svih natjecanja. Njihovi nogometaši tvrde da su izigrani i da im još nisu isplaćene plaće.

## Vanjske poveznice
Stari grb  Arhivirana inačica izvorne stranice od 28. rujna 2007. (Wayback Machine) (donji desni ugao). - po uzoru na Hajduk